# Tavia nyctombra
Tavia nyctombra là một loài bướm đêm trong họ Noctuidae.